# Pingvinmentő őrjárat
A Pingvinmentő őrjárat (eredeti cím: Oddball) 2015-ben bemutatott ausztrál film, amelyet Stuart McDonald rendezett.
A forgatókönyvet Peter Ivan írta. A producerei Sheila Hanahan, Stephen Kearney és Richard Keddie. A főszerepekben Shane Jacobson, Coco Jack Gillies, Sarah Snook és Alan Tudyk láthatók. A film zeneszerzője Cezary Skubiszewski. A film gyártója a The Film Company, a WTFN Entertainment, a Screen Australia, a Film Victoria és a Kmunications, forgalmazója a Roadshow Films. Műfaja kalandfilm. 
Ausztráliában 2015. szeptember 17-én mutatták be a mozikban, Magyarországon 2016. november 20-án vetítette az HBO.

## Szereplők
| Szereplő | Színész            | Magyar hang      |
| --- | ------------------ | ---------------- |
| Swampy | Shane Jacobson     | Schneider Zoltán |
| Olivia | Coco Jack Gillies  | Stern Hanna      |
| Emily Marsh | Sarah Snook        | Zsigmond Tamara  |
| Bradley Slater | Alan Tudyk         | Bozsó Péter      |
| Burns bíró | Terry Camilleri    | Forgács Gábor    |
| Lake polgármester | Deborah Mailman    | Kiss Erika       |
| Jack Jones | Richard Davies     | Szabó Máté       |
| Sintér | Frank Woodley      | Galbenisz Tomasz |
| Zoe | Tegan Higginbotham | Dögei Éva        |
| Gosch őrmester | Dave Lawson        | Sörös Miklós     |
| Paul Watt | John Leary         | Harcsik Róbert   |
| Rich | Jason Geary        | Turi Bálint      |
| További magyar hangok |                    |                  |
| Gyarmati Laura, Hám Bertalan, Kapácsy Miklós, Katona Zoltán, Kis Horváth Zoltán, Lipcsey Colini Borbála, Martin Adél, Mayer Marcell, Mayer Szonja, Pál Dániel Máté, Pupos Tímea, |                    |                  |